# 49 км
49 км, 49 км Юшутской железнодорожной ветки — упразднённый посёлок в Моркинском районе Марийской АССР Российской Федерации. Входил на год упразднения Зеленогорский сельсовет.

## География
Посёлок находился в юго-восточной части республики, в зоне хвойно-широколиственных лесов, на железнодорожной ветке, в 2 км северо-восточнее центра сельсовета пос. Зеленогорск, в 49 км по железной дороге от станции Суслонгер.

### Климат
Климат характеризуется как умеренно континентальный, с умеренно холодной снежной зимой и относительно тёплым летом. Среднегодовая температура воздуха — 2,3 °С. Средняя температура воздуха самого тёплого месяца (июля) — 18,2 °C (абсолютный максимум — 38 °C); самого холодного (января) — −13,7 °C (абсолютный минимум — −47 °C). Безморозный период длится с середины мая до середины сентября. Среднегодовое количество атмосферных осадков составляет 491 мм, из которых около 352 мм выпадает в период с апреля по октябрь.

## История
Образован в конце 1964 года на территории Зеленогорского сельсовета. Поселение основано с необходимостью установки диспетчерской службы по регулированию движения железнодорожных составов Юшутской ветки.
В конце 1970-х годов посёлок как производственная единица потерял своё значение и был расформирован.

## Инфраструктура
Для удобства пассажиров и работников службы был построен небольшой вокзал. Имелся продуктовый магазин. В 1965 году образована база Моркинского райпромкомбината. Возле посёлка располагалась база лесопродукции Моркинского леспромхоза.

## Транспорт
Проходила Юшутская железнодорожная ветка (к 2004 году разобрана).